# Kelvin Jack
Kelvin Kyron Jack (* 29. April 1976 in Trincity) ist ein ehemaliger Fußballtorwart aus Trinidad und Tobago. Er spielte für die Auswahl seines Landes bei der Weltmeisterschaft 2006.

## Vereinskarriere
Er begann seine Profilaufbahn beim W Connection aus Trinidad; später wechselte er zu San Juan Jabloteh, wo er einige Zeit spielte. Seit 2000 wurde er mehrfach von englischen Vereinen zum Probetraining eingeladen, beispielsweise von Northampton Town und Crystal Palace. Doch erst im März 2004 nahm ihn der FC Reading unter Vertrag, wobei er für den neuen Club während der restlichen Spiele der Saison 2004/05 aber zu keinem Einsatz mehr kam. Zur nächsten Spielzeit wechselte er zum damals in der Scottish Premier League spielenden FC Dundee, kam aber in der ersten Saison nur zweimal zum Einsatz. Erst seit dem Abstieg in die 2. schottische Liga im Jahr 2005 spielte er häufiger. Vor Beginn der Saison 2006/07 wechselte er zum FC Gillingham in die dritthöchste englische Liga. Dort blieb er zwei Spielzeiten bis zum Abstieg 2008. Anschließend war er über ein Jahr ohne Verein, ehe ihn Anfang 2010 Southend United unter Vertrag nahm.  In der Abstiegssaison 2009/10 kam er jedoch nicht zum Einsatz. Er schloss sich dem FC Darlington in der Conference North an, wurde nach einem Vierteljahr an Ligakonkurrent Kettering Town ausgeliehen. Dort kam er wieder regelmäßig zum Zuge. Anfang 2011 fand er keinen neuen Klub und heuerte erst im September 2011 beim AFC Hornchurch in der Isthmian League an, nach zwei Monaten wechselte er zu Maidstone United in die Isthmian League North. Im Jahr 2012 kehrte er zu Kettering Town zurück, wo er seine Laufbahn ein Jahr später beendete.

## Nationalmannschaft
Seit seinem Debüt gegen Jamaika im Jahr 1999 spielte er bereits 31 Mal für die Auswahl seines Landes. In der Qualifikation zur Fußball-Weltmeisterschaft 2006 wechselte er sich im Tor mit Shaka Hislop ab und konnte im allerletzten Qualifikationsspiel gegen den Bahrain seiner Heimat durch eine artistische Parade kurz vor dem Schlusspfiff die Qualifikation retten. Jack wurde ins Endrundenaufgebot seines Heimatlandes für die WM 2006 nominiert und war als Nummer 1 vorgesehen. Da jedoch beim Warmmachen vor dem ersten Gruppenspiel gegen Schweden eine Wadenverletzung wieder aufbrach, wurde er in den ersten beiden Gruppenspielen durch Shaka Hislop ersetzt. Erst im letzten Gruppenspiel gegen Paraguay kam er zu seinem ersten und einzigen WM-Einsatz.